# Roberto Cezar Lima Acunha
Roberto Cezar Lima Acunha (* 7. Juli 1986) ist ein ehemaliger brasilianischer Fußballspieler.

## Karriere
In der Saison 2005 wurde er am 6. August (25. Spieltag) im Auswärtsspiel des japanischen Zweitligisten Sagan Tosu gegen Vegalta Sendai in der 68. Minute eingewechselt.